# Walter Assmann

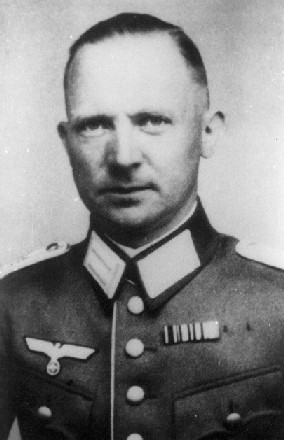
Walter Assmann

Walter Karl Friedrich Assmann (* 22. Juli 1896 in Mühlhausen/Thüringen; † 1. Mai 1964 in Offenbach am Main) war ein deutscher Offizier, zuletzt Generalleutnant im Zweiten Weltkrieg.

## Leben

### Ausbildung und Erster Weltkrieg
Als Sohn eines Kaufmannes geboren, trat Assmann am 10. August 1914 nach Ausbruch des Ersten Weltkriegs als Freiwilliger in das 2. Rekruten-Depot des 1. Ober-Elsässischen Infanterie-Regiments Nr. 167 in Kassel ein. Nach seiner Versetzung zur 8. Kompanie des Reserve-Infanterie-Regiments Nr. 234 am 28. August 1914 kam er mit dem Regiment an die Westfront und wurde dort am 22. März 1915 zum Unteroffizier befördert. Seine erste Verwundung erhielt er am 24. April 1915 durch einen Gewehrschuss am rechten Arm, was einen Lazarettaufenthalt in Bad Driburg nach sich zog. Unter Belassung im Reserve-Infanterie-Regiment Nr. 234, wurde Assmann ab dem 18. Juni 1915 dem 5. Großherzoglich Hessischen Infanterie-Regiment Nr. 168 zugeteilt und kehrte am 1. Juli 1915 in die 11. Kompanie seines alten Regiments zurück, wo nach seiner Beförderung zum Leutnant ab dem 18. August 1915 den Posten eines Zugführers übernahm.
Nach einer Erkrankung im Oktober 1915 und anschließendem Aufenthalt im Armeelazarett 6, stand Assmann wieder an der Front und wurde in weiterer Folge vom 5. bis 23. Dezember 1915 zum Offiziers-Ausbildungs-Kurs nach Gent abkommandiert. Vom 16. August bis 5. September 1916 diente er als Infanterie-Verbindungsoffizier zum Reserve-Artillerie-Regiment Nr. 51. Nachdem er dann bis zum 4. Mai 1917 stellvertretender Adjutant der 102. Reserve-Infanterie-Brigade wurde, erhielt er am 10. Juli 1918 die Versetzung in den Stab der Brigade, um dort vom 9. bis zum 27. Oktober 1918 erneut den Posten des stellvertretenden Adjutanten zu übernehmen.

### Zwischenkriegszeit
Nach dem Krieg wurde Assmann Adjutant des Elite-Bataillons der 51. Reserve-Division, ab dem 21. Januar 1919 Adjutant des II. Bataillon des Freiwilligen-Regiments 168. Am 22. März 1919 kam er in die 3. Kompanie des Ausbildungs-Bataillons der 9. Infanterie-Division, Verwendung Grenzschutz Ost in Schlesien und wurde am 7. April 1919 Führer der 3. Kompanie des Jäger-Regiments 6 des Grenzschutzes Ost.
Ab dem 12. September 1919 befand sich Assmann bei der Abwicklungsstelle des Infanterie-Regiments 168 und wurde schließlich am 20. Januar 1920 mit dem Charakter als Oberleutnant aus dem Militärdienst verabschiedet. Ende des Monats erhielt er noch die Erlaubnis zum Tragen der Uniform des 5. Großherzoglich Hessischen Infanterie-Regiments Nr. 168.
In der Folgezeit war er unter anderem Zugführer des Marburger Studenten-Bataillons in Thüringen und befand sich dann in der bayerischen Einwohnerwehr in Würzburg. Assmann nahm dann ein Studium der Zahnmedizin auf, das er als Dr. med. dent. abschloss. In Würzburg wurde er Mitglied der jugendbewegt-reformierten Studentenvereinigung Deutsche Hochschulgilde Bergfried. 
Mit Wirkung vom 15. Juli 1934 wurde er, unter gleichzeitiger Beförderung zum Hauptmann, im 13. (Württembergisches) Infanterie-Regiment der Reichswehr eingestellt und dem II. Bataillon zugewiesen. Er nahm bis zum 14. September 1934 an einem Ausbildungs-Kurs in Döberitz teil und wurde am 1. Oktober 1934 Chef der 3. Kompanie des Infanterie-Regiments Heilbronn, dem späteren Infanterie-Regiment 34, wo er auch am 30. September 1938 zum Major befördert wurde.

### Zweiter Weltkrieg
Am 10. November 1938 wechselte Assmann als Kommandant der 3. Kompanie zum Grenz-Infanterie-Regiment 125 und war nach dem Überfall auf Polen, ab dem 2. November 1939, Kommandant des Stabsquartieres des XII. Armeekorps. Mit Wirkung vom 1. April 1940 wurde er zum Kommandeur des Feldrekruten-Bataillons 125, ab dem 2. Juni 1940 zum Kommandeur des 1. Bataillons des Infanterie-Regiments 479 ernannt.
Am 14. Juni 1940 wurde Assmann verwundet, am 14. August 1941 zum Oberstleutnant befördert. Nach seiner Genesung übernahm er das Regimentskommando an der Ostfront. Am 18. Januar 1942 übernahm er die Führung über das Infanterie-Regiment 478, kurz danach wurde er zum Oberst befördert. Für die Erfolge des Regiments unter seinem Kommando wurde er für die Verleihung zum Ritterkreuz des Eisernen Kreuzes eingereicht, wobei die Entscheidung jedoch negativ ausfiel.
Am 7. Februar 1944 erfolgte die Versetzung in die Führerreserve, wo er für ein Monat zum 9. Divisionsführer-Lehrgang kommandiert wurde. Von dort erfolgte am 5. April 1944 die Kommandierung zum Oberkommando des Heeres (OKH) in die Führerreserve für Divisionskommandeure.
Am 24. Mai 1944 erfolgte die Versetzung zur Heeresgruppe Nordukraine zur Verwendung als stellvertretender Divisionsführer, dort übernahm Assmann am 12. Juli 1944 die Führung der 101. Jäger-Division, am 1. September 1944 erfolgte die Beförderung zum Generalmajor. Bei den Kämpfen der Division um Lemberg, in den Abwehrkämpfen südlich Schemnitz, ostwärts Altsohl, im Grantal um Altsohl und Neusohl zeichnete er sich besonders aus, wobei eine Waffentat bei Großmichel am 10. Februar 1945 zur Verleihung des Ritterkreuzes führte.
Nach der Beförderung zum Generalleutnant am 29. März 1945 ersparte Assmann nach den Abwehrkämpfen westlich der unteren March und in weiterer Folge im nordöstlichen Niederösterreich vielen seiner Soldaten die sowjetische Kriegsgefangenschaft und führte diese, nach einer Übereinkunft mit der 26. US-Infanterie-Division nach Rosenberg in amerikanische Gefangenschaft.
Aus dieser bald entlassen, ging Assmann seinem Arztberuf nach.

## Auszeichnungen
- Eisernes Kreuz (1914) II. Klasse am 28. August 1912
- Eisernes Kreuz (1914) I. Klasse am 16. Oktober 1916
- Großherzoglich Hessische Tapferkeitsmedaille
- Hanseatenkreuz Hamburg am 5. März 1918
- Spange zum Eisernen Kreuz II. Klasse am 29. Juni 1940
- Spange zum Eisernen Kreuz I. Klasse am 15. Juli 1941
- Deutsches Kreuz in Gold am 25. April 1942[2]
- Ritterkreuz des Eisernen Kreuzes am 10. Februar 1945[2]